# Rosella Towne
Rosella Towne (Youngstown, 20 gennaio 1918 – Hamden, 29 agosto 2014) è stata un'attrice statunitense.

## Biografia
Cresciuta a Youngstown, alla fine degli anni venti la sua famiglia si trasferì a Los Angeles, dove Rosella, dopo un favorevole provino, ottenne un contratto con la Warner Bros. e iniziò nel 1937 la sua carriera cinematografica. Dopo due anni di ruoli minori, nel 1939 ottenne la parte di protagonista ne The Adventures of Jane Arden, ma il seguito della sua carriera non fu positivo.
Dopo aver sposato nel 1942 lo sceneggiatore Harry Kronman, col quale avrà due figli, si ritirò dal cinema. Morì nel 2014, a 96 anni, in una casa di riposo di Hamden, nel Connecticut.

## Filmografia parziale
- Invito alla danza (1937)
- The Patient in Room 18 (1938)
- Io ti aspetterò (1938)
- L'alfabeto dell'amore (1938)
- The Adventures of Jane Arden (1939)
- Tramonto (1939)
- Code of the Secret Service (1939)
- Rocky Mountain Rangers (1940)
- No, No, Nanette (1940)
- Magia della musica (1941)
- A Gentle Gangster (1942)